# Kęstutis Kemzūra
Kęstutis Kemzūra (Kaunas, 20 aprile 1970) è un allenatore di pallacanestro ed ex cestista lituano.

## Carriera
Da allenatore ha guidato la Lituania ai Giochi olimpici di Londra 2012, ai Campionati mondiali del 2010 e a due edizioni dei Campionati europei (2009, 2011).
Inoltre ha guidato la Lettonia ai Campionati europei del 2009.

## Palmarès

### Allenatore
- Campionato ceco: 2

ČEZ Nymburk: 2013-14, 2014-15
- Coppa di Russia: 1

Chimki: 2007-08